# هاشم قريشي
هاشم قريشي (بالإنجليزية: Hashim Qureshi)‏ هو سياسي هندي، ولد في 1 أكتوبر 1953 في سريناغار في الهند.